# Tour d'Italie 2003
Le Tour d'Italie 2003 est parti de Lecce, dans les Pouilles, dans le Sud de l'Italie. Il s'est déroulé du 10 mai au 1er juin sur une distance de 3 359 km. C'était la 86e édition du Giro depuis le début de l'épreuve en 1909. Elle a été remportée par l'Italien Gilberto Simoni.

## Parcours
Le Tour d'Italie 2003 est tracé entre la ville de Lecce et celle de Milan.

## Equipes
Un total de 19 équipes participent à cette édition du Tour d'Italie. 12 de ces équipes sont issues de la première division mondiale, les Groupes Sportifs 1, les sept dernières font partie de la seconde division mondiale, les Groupes Sportifs II. On retrouve douze équipes Italiennes, deux équipes belges et une française, une allemande, une espagnole, une danoise et une polonaise.
| Groupes sportifs I (12)- Alessio - Domina Vacanze-Elitron - Fassa Bortolo - Fdjeux.com - Gerolsteiner - Kelme-Costa Blanca - Lampre - Landbouwkrediet-Colnago - Lotto-Domo - Saeco - Fakta - Vini Caldirola-Saunier Duval Groupes sportifs II (7)- CCC Polsat-Atlas - Ceramica Panaria-Fiordo - Colombia-Selle Italia - De Nardi-Colpack-Astro - Formaggi Pinzolo Fiavè-Ciarrocchi Immobiliare - Mercatone Uno-Scanavino - Tenax-Garda Calze |
| |

## Étapes
| Étape     | Date   | Villes étapes                      | type                        | Distance (km) | Vainqueur d'étape   | Leader du classement général |
| --------- | ------ | ---------------------------------- | --------------------------- | ------------- | ------------------- | ---------------------------- |
| 1re étape | 10 mai | Lecce – Lecce                      | étape de plaine             | 201           | Alessandro Petacchi | Alessandro Petacchi          |
| 2e étape  | 11 mai | Copertino – Matera                 | étape vallonnée             | 177           | Fabio Baldato       | Alessandro Petacchi          |
| 3e étape  | 12 mai | Policoro – Terme Luigiane          | étape de moyenne montagne   | 145           | Stefano Garzelli    | Alessandro Petacchi          |
| 4e étape  | 13 mai | Terme Luigiane – Vibo Valentia     | étape vallonnée             | 170           | Robbie McEwen       | Alessandro Petacchi          |
| 5e étape  | 14 mai | Messine – Catane                   | étape vallonnée             | 176           | Alessandro Petacchi | Alessandro Petacchi          |
|           | 15 mai | Jour de repos                      | Jour de repos               |               |                     |                              |
| 6e étape  | 16 mai | Maddaloni – Avezzano               | étape de moyenne montagne   | 218           | Alessandro Petacchi | Alessandro Petacchi          |
| 7e étape  | 17 mai | Avezzano – mont Terminillo         | étape de montagne           | 146           | Stefano Garzelli    | Stefano Garzelli             |
| 8e étape  | 18 mai | Rieti – Arezzo                     | étape vallonnée             | 214           | Mario Cipollini     | Stefano Garzelli             |
| 9e étape  | 19 mai | Arezzo – Montecatini Terme         | étape vallonnée             | 160           | Mario Cipollini     | Stefano Garzelli             |
| 10e étape | 20 mai | Montecatini Terme – Faenza         | étape de moyenne montagne   | 211           | Kurt Asle Arvesen   | Stefano Garzelli             |
| 11e étape | 21 mai | Faenza – San Donà di Piave         | étape de plaine             | 222           | Robbie McEwen       | Gilberto Simoni              |
| 12e étape | 22 mai | San Donà di Piave – Monte Zoncolan | étape de montagne           | 185           | Gilberto Simoni     | Gilberto Simoni              |
| 13e étape | 23 mai | Pordenone – Marostica              | étape vallonnée             | 155           | Alessandro Petacchi | Gilberto Simoni              |
| 14e étape | 24 mai | Marostica – Passo di Pampeago      | étape de montagne           | 162           | Gilberto Simoni     | Gilberto Simoni              |
| 15e étape | 25 mai | Mérano – Bolzano                   | contre-la-montre individuel | 42,5          | Aitor González      | Gilberto Simoni              |
| 16e étape | 26 mai | Arco – Pavie                       | étape de plaine             | 207           | Alessandro Petacchi | Gilberto Simoni              |
|           | 27 mai | Jour de repos                      | Jour de repos               |               |                     |                              |
| 17e étape | 28 mai | Salice Terme – Asti                | étape de plaine             | 117           | Alessandro Petacchi | Gilberto Simoni              |
| 18e étape | 29 mai | sanctuaire de Vicoforte – Chianale | étape de montagne           | 175           | Dario Frigo         | Gilberto Simoni              |
| 19e étape | 30 mai | Canelli – cascade du Toce          | étape de montagne           | 239           | Gilberto Simoni     | Gilberto Simoni              |
| 20e étape | 31 mai | Cannobio – Cantù                   | étape de plaine             | 133           | Giovanni Lombardi   | Gilberto Simoni              |
| 21e étape | 1 juin | Milan – Milan                      | contre-la-montre individuel | 33            | Serhiy Honchar      | Gilberto Simoni              |

## Évolution des classements
Les cyclistes présents dans le tableau ci-dessous correspondent aux leaders des classements. Ils peuvent ne pas correspondre au porteur du maillot.
| Étape              | Vainqueur           | Classement général  | Classement par point | Classement de la montagne | Classement Intergiro | Classement par équipes |
| ------------------ | ------------------- | ------------------- | -------------------- | ------------------------- | -------------------- | ---------------------- |
| 1                  | Alessandro Petacchi | Alessandro Petacchi | Alessandro Petacchi  | néant                     | Andris Nauduzs       | De Nardi               |
| 2                  | Fabio Baldato       | Alessandro Petacchi | Alessandro Petacchi  | Freddy González           | Mario Cipollini      | Alessio                |
| 3                  | Stefano Garzelli    | Alessandro Petacchi | Alessandro Petacchi  | Freddy González           | Andris Nauduzs       | Alessio                |
| 4                  | Robbie McEwen       | Alessandro Petacchi | Alessandro Petacchi  | Freddy González           | Andris Nauduzs       | Alessio                |
| 5                  | Alessandro Petacchi | Alessandro Petacchi | Alessandro Petacchi  | Freddy González           | Moreno Di Biase      | Alessio                |
| 6                  | Alessandro Petacchi | Alessandro Petacchi | Alessandro Petacchi  | Freddy González           | Moreno Di Biase      | Alessio                |
| 7                  | Stefano Garzelli    | Stefano Garzelli    | Alessandro Petacchi  | Freddy González           | Moreno Di Biase      | Saeco                  |
| 8                  | Mario Cipollini     | Stefano Garzelli    | Alessandro Petacchi  | Freddy González           | Moreno Di Biase      | Saeco                  |
| 9                  | Mario Cipollini     | Stefano Garzelli    | Alessandro Petacchi  | Freddy González           | Moreno Di Biase      | Saeco                  |
| 10                 | Kurt Asle Arvesen   | Gilberto Simoni     | Alessandro Petacchi  | Freddy González           | Moreno Di Biase      | Saeco                  |
| 11                 | Robbie McEwen       | Gilberto Simoni     | Alessandro Petacchi  | Freddy González           | Moreno Di Biase      | Saeco                  |
| 12                 | Gilberto Simoni     | Gilberto Simoni     | Alessandro Petacchi  | Freddy González           | Moreno Di Biase      | Lampre                 |
| 13                 | Alessandro Petacchi | Gilberto Simoni     | Alessandro Petacchi  | Freddy González           | Moreno Di Biase      | Lampre                 |
| 14                 | Gilberto Simoni     | Gilberto Simoni     | Alessandro Petacchi  | Freddy González           | Moreno Di Biase      | Lampre                 |
| 15                 | Aitor González      | Gilberto Simoni     | Alessandro Petacchi  | Freddy González           | Magnus Bäckstedt     | Lampre                 |
| 16                 | Alessandro Petacchi | Gilberto Simoni     | Alessandro Petacchi  | Freddy González           | Magnus Bäckstedt     | Lampre                 |
| 17                 | Alessandro Petacchi | Gilberto Simoni     | Alessandro Petacchi  | Freddy González           | Magnus Bäckstedt     | Lampre                 |
| 18                 | Dario Frigo         | Gilberto Simoni     | Stefano Garzelli     | Freddy González           | Magnus Bäckstedt     | Saeco                  |
| 19                 | Gilberto Simoni     | Gilberto Simoni     | Gilberto Simoni      | Freddy González           | Magnus Bäckstedt     | Saeco                  |
| 20                 | Giovanni Lombardi   | Gilberto Simoni     | Gilberto Simoni      | Freddy González           | Magnus Bäckstedt     | Saeco                  |
| 21                 | Serhiy Honchar      | Gilberto Simoni     | Gilberto Simoni      | Freddy González           | Magnus Bäckstedt     | Lampre                 |
| Classements finals | Classements finals  | Gilberto Simoni     | Gilberto Simoni      | Freddy González           | Magnus Bäckstedt     | Lampre                 |

## Classements finals

### Classement général final
| \| Classement général \| Classement général \| Classement général \| Classement général \| Classement général \| \| Coureur \| Coureur \| Pays \| Équipe \| Temps \| \| ------------------ \| --------------------- \| ------------------ \| ---------------------------- \| ------------------ \| \| 1er \| Gilberto Simoni \| Italie \| Saeco \| 89 h 32 min 09 s \| \| 2e \| Stefano Garzelli \| Italie \| Vini Caldirola-Saunier Duval \| + 7 min 06 s \| \| 3e \| Yaroslav Popovych \| Ukraine \| Landbouwkrediet-Colnago \| + 7 min 11 s \| \| 4e \| Andrea Noè \| Italie \| Alessio \| + 9 min 24 s \| \| 5e \| Georg Totschnig \| Autriche \| Gerolsteiner \| + 9 min 42 s \| \| 6e \| Raimondas Rumšas \| Lituanie \| Lampre \| + 9 min 50 s \| \| 7e \| Dario Frigo \| Italie \| Fassa Bortolo \| + 10 min 50 s \| \| 8e \| Serhiy Honchar \| Ukraine \| De Nardi-Colpack-Astro \| + 14 min 14 s \| \| 9e \| Franco Pellizotti \| Italie \| Alessio \| + 14 min 26 s \| \| 10e \| Eddy Mazzoleni \| Italie \| Vini Caldirola-Saunier Duval \| + 19 min 21 s \| \| 11e \| Wladimir Belli \| Italie \| Lampre \| + 19 min 41 s \| \| 12e \| Dariusz Baranowski \| Pologne \| CCC Polsat-Atlas \| + 22 min 54 s \| \| 13e \| Sandy Casar \| France \| Fdjeux.com \| + 24 min 50 s \| \| 14e \| Marco Pantani \| Italie \| Mercatone Uno-Scanavino \| + 26 min 15 s \| \| 15e \| Massimo Codol \| Italie \| Mercatone Uno-Scanavino \| + 28 min 17 s \| \| 16e \| Michele Scarponi \| Italie \| Domina Vacanze-Elitron \| + 29 min 24 s \| \| 17e \| Gianni Faresin \| Italie \| Gerolsteiner \| + 34 min 44 s \| \| 18e \| Adolfo García Quesada \| Espagne \| Kelme-Costa Blanca \| + 41 min 21 s \| \| 19e \| Aitor González \| Espagne \| Fassa Bortolo \| + 41 min 29 s \| \| 20e \| Paolo Lanfranchi \| Italie \| Ceramica Panaria-Fiordo \| + 43 min 57 s \| \| 21e \| Marco Velo \| Italie \| Fassa Bortolo \| + 45 min 36 s \| \| 22e \| Marzio Bruseghin \| Italie \| Fassa Bortolo \| + 46 min 11 s \| \| 23e \| Scott Sunderland \| Australie \| Fakta \| + 50 min 22 s \| \| 24e \| Sylwester Szmyd \| Pologne \| Mercatone Uno-Scanavino \| + 51 min 36 s \| \| 25e \| Pietro Caucchioli \| Italie \| Alessio \| + 54 min 29 s \| |                       |           |                              |                  |
| |                       |           |                              |                  |
| |                       |           |                              |                  |
| Classement général |                       |           |                              |                  |
| Coureur | Coureur               | Pays      | Équipe                       | Temps            |
| 1er | Gilberto Simoni       | Italie    | Saeco                        | 89 h 32 min 09 s |
| 2e | Stefano Garzelli      | Italie    | Vini Caldirola-Saunier Duval | + 7 min 06 s     |
| 3e | Yaroslav Popovych     | Ukraine   | Landbouwkrediet-Colnago      | + 7 min 11 s     |
| 4e | Andrea Noè            | Italie    | Alessio                      | + 9 min 24 s     |
| 5e | Georg Totschnig       | Autriche  | Gerolsteiner                 | + 9 min 42 s     |
| 6e | Raimondas Rumšas      | Lituanie  | Lampre                       | + 9 min 50 s     |
| 7e | Dario Frigo           | Italie    | Fassa Bortolo                | + 10 min 50 s    |
| 8e | Serhiy Honchar        | Ukraine   | De Nardi-Colpack-Astro       | + 14 min 14 s    |
| 9e | Franco Pellizotti     | Italie    | Alessio                      | + 14 min 26 s    |
| 10e | Eddy Mazzoleni        | Italie    | Vini Caldirola-Saunier Duval | + 19 min 21 s    |
| 11e | Wladimir Belli        | Italie    | Lampre                       | + 19 min 41 s    |
| 12e | Dariusz Baranowski    | Pologne   | CCC Polsat-Atlas             | + 22 min 54 s    |
| 13e | Sandy Casar           | France    | Fdjeux.com                   | + 24 min 50 s    |
| 14e | Marco Pantani         | Italie    | Mercatone Uno-Scanavino      | + 26 min 15 s    |
| 15e | Massimo Codol         | Italie    | Mercatone Uno-Scanavino      | + 28 min 17 s    |
| 16e | Michele Scarponi      | Italie    | Domina Vacanze-Elitron       | + 29 min 24 s    |
| 17e | Gianni Faresin        | Italie    | Gerolsteiner                 | + 34 min 44 s    |
| 18e | Adolfo García Quesada | Espagne   | Kelme-Costa Blanca           | + 41 min 21 s    |
| 19e | Aitor González        | Espagne   | Fassa Bortolo                | + 41 min 29 s    |
| 20e | Paolo Lanfranchi      | Italie    | Ceramica Panaria-Fiordo      | + 43 min 57 s    |
| 21e | Marco Velo            | Italie    | Fassa Bortolo                | + 45 min 36 s    |
| 22e | Marzio Bruseghin      | Italie    | Fassa Bortolo                | + 46 min 11 s    |
| 23e | Scott Sunderland      | Australie | Fakta                        | + 50 min 22 s    |
| 24e | Sylwester Szmyd       | Pologne   | Mercatone Uno-Scanavino      | + 51 min 36 s    |
| 25e | Pietro Caucchioli     | Italie    | Alessio                      | + 54 min 29 s    |

### Classements annexes finals
| Classement par points | Classement par points | Classement par points | Classement par points        | Classement par points |
| Coureur               | Coureur               | Pays                  | Équipe                       | Points                |
| --------------------- | --------------------- | --------------------- | ---------------------------- | --------------------- |
| 1er                   | Gilberto Simoni       | Italie                | Saeco                        | 154 pts               |
| 2e                    | Stefano Garzelli      | Italie                | Vini Caldirola-Saunier Duval | 154 pts               |
| 3e                    | Ján Svorada           | Tchéquie              | Lampre                       | 137 pts               |
| 4e                    | Magnus Bäckstedt      | Suède                 | Fakta                        | 119 pts               |
| 5e                    | Eddy Mazzoleni        | Italie                | Vini Caldirola-Saunier Duval | 91 pts                |
| 6e                    | Dario Frigo           | Italie                | Fassa Bortolo                | 90 pts                |
| 7e                    | Yaroslav Popovych     | Ukraine               | Landbouwkrediet-Colnago      | 88 pts                |
| 8e                    | Giovanni Lombardi     | Italie                | Domina Vacanze-Elitron       | 81 pts                |
| 9e                    | Aitor González        | Espagne               | Fassa Bortolo                | 70 pts                |
| 10e                   | Serhiy Honchar        | Ukraine               | De Nardi-Colpack-Astro       | 69 pts                |

| Classement par points | Classement par points | Classement par points | Classement par points        | Classement par points |
| Coureur               | Coureur               | Pays                  | Équipe                       | Points                |
| --------------------- | --------------------- | --------------------- | ---------------------------- | --------------------- |
| 1er                   | Gilberto Simoni       | Italie                | Saeco                        | 154 pts               |
| 2e                    | Stefano Garzelli      | Italie                | Vini Caldirola-Saunier Duval | 154 pts               |
| 3e                    | Ján Svorada           | Tchéquie              | Lampre                       | 137 pts               |
| 4e                    | Magnus Bäckstedt      | Suède                 | Fakta                        | 119 pts               |
| 5e                    | Eddy Mazzoleni        | Italie                | Vini Caldirola-Saunier Duval | 91 pts                |
| 6e                    | Dario Frigo           | Italie                | Fassa Bortolo                | 90 pts                |
| 7e                    | Yaroslav Popovych     | Ukraine               | Landbouwkrediet-Colnago      | 88 pts                |
| 8e                    | Giovanni Lombardi     | Italie                | Domina Vacanze-Elitron       | 81 pts                |
| 9e                    | Aitor González        | Espagne               | Fassa Bortolo                | 70 pts                |
| 10e                   | Serhiy Honchar        | Ukraine               | De Nardi-Colpack-Astro       | 69 pts                |

| Classement de la montagne | Classement de la montagne | Classement de la montagne | Classement de la montagne    | Classement de la montagne |
| Coureur                   | Coureur                   | Pays                      | Équipe                       | Points                    |
| ------------------------- | ------------------------- | ------------------------- | ---------------------------- | ------------------------- |
| 1er                       | Freddy González           | Colombie                  | Colombia-Selle Italia        | 100 pts                   |
| 2e                        | Gilberto Simoni           | Italie                    | Saeco                        | 78 pts                    |
| 3e                        | Constantino Zaballa       | Espagne                   | Kelme-Costa Blanca           | 65 pts                    |
| 4e                        | Stefano Garzelli          | Italie                    | Vini Caldirola-Saunier Duval | 36 pts                    |
| 5e                        | Dario Frigo               | Italie                    | Fassa Bortolo                | 29 pts                    |
| 6e                        | Paolo Lanfranchi          | Italie                    | Ceramica Panaria-Fiordo      | 24 pts                    |
| 7e                        | Marzio Bruseghin          | Italie                    | Fassa Bortolo                | 15 pts                    |
| 8e                        | Yaroslav Popovych         | Ukraine                   | Landbouwkrediet-Colnago      | 12 pts                    |
| 9e                        | Georg Totschnig           | Autriche                  | Gerolsteiner                 | 12 pts                    |
| 10e                       | Andrea Noè                | Italie                    | Alessio                      | 10 pts                    |

| Classement de la montagne | Classement de la montagne | Classement de la montagne | Classement de la montagne    | Classement de la montagne |
| Coureur                   | Coureur                   | Pays                      | Équipe                       | Points                    |
| ------------------------- | ------------------------- | ------------------------- | ---------------------------- | ------------------------- |
| 1er                       | Freddy González           | Colombie                  | Colombia-Selle Italia        | 100 pts                   |
| 2e                        | Gilberto Simoni           | Italie                    | Saeco                        | 78 pts                    |
| 3e                        | Constantino Zaballa       | Espagne                   | Kelme-Costa Blanca           | 65 pts                    |
| 4e                        | Stefano Garzelli          | Italie                    | Vini Caldirola-Saunier Duval | 36 pts                    |
| 5e                        | Dario Frigo               | Italie                    | Fassa Bortolo                | 29 pts                    |
| 6e                        | Paolo Lanfranchi          | Italie                    | Ceramica Panaria-Fiordo      | 24 pts                    |
| 7e                        | Marzio Bruseghin          | Italie                    | Fassa Bortolo                | 15 pts                    |
| 8e                        | Yaroslav Popovych         | Ukraine                   | Landbouwkrediet-Colnago      | 12 pts                    |
| 9e                        | Georg Totschnig           | Autriche                  | Gerolsteiner                 | 12 pts                    |
| 10e                       | Andrea Noè                | Italie                    | Alessio                      | 10 pts                    |

#### Classement par équipes
| Classement par équipes | Classement par équipes       | Classement par équipes | Classement par équipes |
| Équipe                 | Équipe                       | Pays                   | Temps                  |
| ---------------------- | ---------------------------- | ---------------------- | ---------------------- |
| 1re                    | Lampre                       | Italie                 | 269 h 37 min 37 s      |
| 2e                     | Saeco                        | Italie                 | + 1 min 08 s           |
| 3e                     | Alessio                      | Italie                 | + 5 min 46 s           |
| 4e                     | Fassa Bortolo                | Italie                 | + 18 min 39 s          |
| 5e                     | Vini Caldirola-Saunier Duval | Italie                 | + 20 min 54 s          |
| 6e                     | Mercatone Uno-Scanavino      | Italie                 | + 32 min 41 s          |
| 7e                     | Gerolsteiner                 | Allemagne              | + 53 min 40 s          |
| 8e                     | CCC Polsat-Atlas             | Pologne                | + 57 min 04 s          |
| 9e                     | De Nardi-Colpack-Astro       | Italie                 | + 1 h 14 min 02 s      |
| 10e                    | Kelme-Costa Blanca           | Espagne                | + 1 h 17 min 35 s      |

Combativité -  Freddy González

## Liste des coureurs
| Alessio ALS | Alessio ALS               | Alessio ALS |
| ----------- | ------------------------- | ----------- |
| Num         | Coureur                   | Pos         |
| 1           | Fabio Baldato (ITA)       | 75e         |
| 2           | Pietro Caucchioli (ITA)   | 25e         |
| 3           | Angelo Furlan (ITA)       | HD-18       |
| 4           | Denis Lunghi (ITA)        | 37e         |
| 5           | Ruggero Marzoli (ITA)     | NP-1        |
| 6           | Vladimir Miholjević (CRO) | 35e         |
| 7           | Cristian Moreni (ITA)     | AB-12       |
| 8           | Andrea Noè (ITA)          | 4e          |
| 9           | Franco Pellizotti (ITA)   | 9e          |

| CCC Polsat-Atlas CCC | CCC Polsat-Atlas CCC     | CCC Polsat-Atlas CCC |
| -------------------- | ------------------------ | -------------------- |
| Num                  | Coureur                  | Pos                  |
| 11                   | Pavel Tonkov (RUS)       | AB-14                |
| 12                   | Dariusz Baranowski (POL) | 12e                  |
| 13                   | Tomasz Brożyna (POL)     | 30e                  |
| 14                   | Bogdan Bondariew (UKR)   | HD-18                |
| 15                   | Piotr Chmielewski (POL)  | 48e                  |
| 16                   | Seweryn Kohut (POL)      | HD-18                |
| 17                   | Andris Naudužs (LAT)     | NP-10                |
| 18                   | Piotr Przydział (POL)    | AB-6                 |
| 19                   | Radosław Romanik (POL)   | 32e                  |

| Ceramica Panaria-Fiordo PAN | Ceramica Panaria-Fiordo PAN      | Ceramica Panaria-Fiordo PAN |
| --------------------------- | -------------------------------- | --------------------------- |
| Num                         | Coureur                          | Pos                         |
| 21                          | Giuliano Figueras (ITA)          | 27e                         |
| 22                          | Julio Alberto Pérez Cuapio (MEX) | AB-18                       |
| 23                          | Graeme Brown (AUS)               | HD-14                       |
| 24                          | Scott Davis (AUS)                | HD-18                       |
| 25                          | Paolo Lanfranchi (ITA)           | 20e                         |
| 26                          | Paolo Tiralongo (ITA)            | AB-12                       |
| 27                          | Luca Mazzanti (ITA)              | AB-14                       |
| 28                          | Brett Lancaster (AUS)            | AB-10                       |
| 29                          | Guillermo Rubén Bongiorno (ARG)  | AB-6                        |

| Colombia-Selle Italia CLM | Colombia-Selle Italia CLM | Colombia-Selle Italia CLM |
| ------------------------- | ------------------------- | ------------------------- |
| Num                       | Coureur                   | Pos                       |
| 31                        | José Castelblanco (COL)   | 36e                       |
| 32                        | Freddy González (COL)     | 34e                       |
| 33                        | Jhon Freddy García (COL)  | HD-18                     |
| 34                        | Ruber Marín (COL)         | 84e                       |
| 35                        | Luca De Angeli (ITA)      | 94e                       |
| 36                        | Hernán Darío Muñoz (COL)  | 45e                       |
| 37                        | Rodolfo Massi (ITA)       | 67e                       |
| 38                        | Raffaele Illiano (ITA)    | 65e                       |
| 39                        | Mikhaylo Khalilov (UKR)   | AB-12                     |

| De Nardi-Colpack-Astro DNC | De Nardi-Colpack-Astro DNC | De Nardi-Colpack-Astro DNC |
| -------------------------- | -------------------------- | -------------------------- |
| Num                        | Coureur                    | Pos                        |
| 41                         | Serhiy Honchar (UKR)       | 8e                         |
| 42                         | Andrus Aug (EST)           | HD-18                      |
| 43                         | Matteo Carrara (ITA)       | 18e                        |
| 44                         | Graziano Gasparre (ITA)    | 31e                        |
| 45                         | Leonardo Giordani (ITA)    | 89e                        |
| 46                         | Michele Gobbi (ITA)        | 73e                        |
| 47                         | Giuseppe Palumbo (ITA)     | HD-18                      |
| 48                         | Charles Wegelius (GBR)     | 50e                        |
| 49                         | Leonardo Zanotti (ITA)     | 56e                        |

| Domina Vacanze-Elitron DVE | Domina Vacanze-Elitron DVE | Domina Vacanze-Elitron DVE |
| -------------------------- | -------------------------- | -------------------------- |
| Num                        | Coureur                    | Pos                        |
| 51                         | Mario Cipollini (ITA)      | NP-12                      |
| 52                         | Daniele Bennati (ITA)      | HD-18                      |
| 53                         | Gabriele Colombo (ITA)     | 62e                        |
| 54                         | Giovanni Lombardi (ITA)    | 69e                        |
| 55                         | Gianpaolo Mondini (ITA)    | HD-18                      |
| 56                         | Alberto Ongarato (ITA)     | HD-18                      |
| 57                         | Michele Scarponi (ITA)     | 16e                        |
| 58                         | Mario Scirea (ITA)         | 83e                        |
| 59                         | Francesco Secchiari (ITA)  | 95e                        |

| Fassa Bortolo FAS | Fassa Bortolo FAS         | Fassa Bortolo FAS |
| ----------------- | ------------------------- | ----------------- |
| Num               | Coureur                   | Pos               |
| 61                | Marzio Bruseghin (ITA)    | 22e               |
| 62                | Dario Cioni (ITA)         | HD-18             |
| 63                | Kim Kirchen (LUX)         | 28e               |
| 64                | Dario Frigo (ITA)         | 7e                |
| 65                | Aitor González (ESP)      | 19e               |
| 66                | Alessandro Petacchi (ITA) | HD                |
| 67                | Matteo Tosatto (ITA)      | HD-18             |
| 68                | Guido Trenti (ITA)        | HD-18             |
| 69                | Marco Velo (ITA)          | 21e               |

| Fdjeux.com FDJ | Fdjeux.com FDJ         | Fdjeux.com FDJ |
| -------------- | ---------------------- | -------------- |
| Num            | Coureur                | Pos            |
| 71             | Nicolas Fritsch (FRA)  | NP-14          |
| 72             | Sandy Casar (FRA)      | 13e            |
| 73             | Jimmy Casper (FRA)     | HD-18          |
| 74             | Carlos Da Cruz (FRA)   | 60e            |
| 75             | David Derepas (FRA)    | HD-18          |
| 76             | Bernhard Eisel (AUT)   | 63e            |
| 77             | Frédéric Guesdon (FRA) | HD-18          |
| 78             | Régis Lhuillier (FRA)  | HD-18          |
| 79             | Bradley Wiggins (GBR)  | HD-18          |

| Formaggi Pinzolo Fiavè-Ciarrocchi Immobiliare ___ | Formaggi Pinzolo Fiavè-Ciarrocchi Immobiliare ___ | Formaggi Pinzolo Fiavè-Ciarrocchi Immobiliare ___ |
| ------------------------------------------------- | ------------------------------------------------- | ------------------------------------------------- |
| Num                                               | Coureur                                           | Pos                                               |
| 81                                                | Elio Aggiano (ITA)                                | AB-12                                             |
| 82                                                | Fortunato Baliani (ITA)                           | 51e                                               |
| 83                                                | Biagio Conte (ITA)                                | AB-18                                             |
| 84                                                | Moreno Di Biase (ITA)                             | HD-18                                             |
| 85                                                | Bo Hamburger (DEN)                                | 53e                                               |
| 86                                                | Luis Felipe Laverde (COL)                         | 29e                                               |
| 87                                                | Hector Orlando Mesa (COL)                         | 76e                                               |
| 88                                                | Giuseppe Muraglia (ITA)                           | HD-18                                             |
| 89                                                | Rinaldo Nocentini (ITA)                           | 59e                                               |

| Gerolsteiner GST | Gerolsteiner GST        | Gerolsteiner GST |
| ---------------- | ----------------------- | ---------------- |
| Num              | Coureur                 | Pos              |
| 91               | Daniele Contrini (ITA)  | NP-10            |
| 92               | Gianni Faresin (ITA)    | 17e              |
| 93               | Robert Förster (GER)    | HD-18            |
| 94               | Steffen Weigold (GER)   | HD-18            |
| 95               | Uwe Hardter (GER)       | 64e              |
| 96               | Ronny Scholz (GER)      | AB-18            |
| 97               | Marcel Strauss (SUI)    | AB-14            |
| 98               | Georg Totschnig (AUT)   | 5e               |
| 99               | Gerhard Trampusch (AUT) | 40e              |

| Kelme-Costa Blanca KEL | Kelme-Costa Blanca KEL           | Kelme-Costa Blanca KEL |
| ---------------------- | -------------------------------- | ---------------------- |
| Num                    | Coureur                          | Pos                    |
| 101                    | Isaac Gálvez (ESP)               | NP-12                  |
| 102                    | Adolfo García Quesada (ESP)      | 18e                    |
| 103                    | Carlos García Quesada (ESP)      | AB-12                  |
| 104                    | José Ignacio Gutiérrez (ESP)     | 38e                    |
| 106                    | Jordi Riera (ESP)                | 92e                    |
| 107                    | Alexis Rodríguez Hernández (ESP) | HD-18                  |
| 108                    | Julián Usano (ESP)               | 86e                    |
| 109                    | Constantino Zaballa (ESP)        | 26e                    |

| Lampre LAM | Lampre LAM                 | Lampre LAM |
| ---------- | -------------------------- | ---------- |
| Num        | Coureur                    | Pos        |
| 111        | Francesco Casagrande (ITA) | AB-18      |
| 112        | Sergio Barbero (ITA)       | 58e        |
| 113        | Wladimir Belli (ITA)       | 11e        |
| 114        | Simone Bertoletti (ITA)    | 87e        |
| 115        | Mariano Piccoli (ITA)      | NP-3       |
| 116        | Manuel Quinziato (ITA)     | 85e        |
| 117        | Raimondas Rumšas (LTU)     | 6e         |
| 118        | Ján Svorada (CZE)          | 88e        |
| 119        | Patxi Vila (ESP)           | 43e        |

| Landbouwkrediet-Colnago LAN | Landbouwkrediet-Colnago LAN | Landbouwkrediet-Colnago LAN |
| --------------------------- | --------------------------- | --------------------------- |
| Num                         | Coureur                     | Pos                         |
| 121                         | Sergej Advejev (UKR)        | 49e                         |
| 122                         | Lorenzo Bernucci (ITA)      | 71e                         |
| 123                         | Volodymyr Bileka (UKR)      | 57e                         |
| 124                         | Vladimir Duma (UKR)         | 41e                         |
| 125                         | Ruslan Gryschenko (UKR)     | HD-18                       |
| 126                         | Tom Stremersch (BEL)        | 68e                         |
| 127                         | Yaroslav Popovych (UKR)     | 3e                          |
| 128                         | Salvatore Scamardella (ITA) | 96e                         |
| 129                         | Johan Verstrepen (BEL)      | 93e                         |

| Lotto-Domo ___ | Lotto-Domo ___         | Lotto-Domo ___ |
| -------------- | ---------------------- | -------------- |
| Num            | Coureur                | Pos            |
| 131            | Rik Verbrugghe (BEL)   | NP-4           |
| 132            | Aart Vierhouten (NED)  | AB-9           |
| 133            | Ief Verbrugghe (BEL)   | AB-14          |
| 134            | Gert Steegmans (BEL)   | HD-18          |
| 135            | Koos Moerenhout (NED)  | 52e            |
| 136            | Thierry Marichal (BEL) | AB-14          |
| 137            | Nick Gates (AUS)       | HD-18          |
| 138            | Kevin Van Impe (BEL)   | AB-14          |
| 139            | Robbie McEwen (AUS)    | NP-14          |

| Mercatone Uno-Scanavino ___ | Mercatone Uno-Scanavino ___ | Mercatone Uno-Scanavino ___ |
| --------------------------- | --------------------------- | --------------------------- |
| Num                         | Coureur                     | Pos                         |
| 141                         | Marco Pantani (ITA)         | 14e                         |
| 142                         | Massimo Codol (ITA)         | 15e                         |
| 143                         | Roberto Conti (ITA)         | 55e                         |
| 144                         | Fabiano Fontanelli (ITA)    | 90e                         |
| 145                         | Daniel Clavero (ESP)        | 42e                         |
| 146                         | Cristian Gasperoni (ITA)    | 44e                         |
| 147                         | Sylwester Szmyd (POL)       | 24e                         |
| 148                         | Ivan Ravaioli (ITA)         | HD-14                       |
| 149                         | Mario Manzoni (ITA)         | 79e                         |

| Saeco SAE | Saeco SAE                    | Saeco SAE |
| --------- | ---------------------------- | --------- |
| Num       | Coureur                      | Pos       |
| 151       | Gilberto Simoni (ITA)        | 1er       |
| 152       | Fabio Sacchi (ITA)           | HD-18     |
| 153       | Alessandro Spezialetti (ITA) | 46e       |
| 154       | Marius Sabaliauskas (LTU)    | 47e       |
| 155       | Leonardo Bertagnolli (ITA)   | 25e       |
| 156       | Paolo Fornaciari (ITA)       | 80e       |
| 157       | Dario Pieri (ITA)            | HD-18     |
| 158       | Andrea Tonti (ITA)           | 54e       |
| 159       | Damiano Cunego (ITA)         | 33e       |

| Fakta FAK | Fakta FAK                | Fakta FAK |
| --------- | ------------------------ | --------- |
| Num       | Coureur                  | Pos       |
| 161       | Kurt Asle Arvesen (NOR)  | AB-18     |
| 162       | Jørgen Bo Petersen (DEN) | HD-18     |
| 163       | Frank Høj (DEN)          | HD-18     |
| 164       | Magnus Bäckstedt (SWE)   | 70e       |
| 165       | Scott Sunderland (AUS)   | 23e       |
| 166       | René Jørgensen (DEN)     | 91e       |
| 167       | Lars Bak (DEN)           | HD-18     |
| 168       | Werner Riebenbauer (AUT) | HD-18     |
| 169       | Julian Winn (GBR)        | 81e       |

| Tenax-Garda Calze TEN | Tenax-Garda Calze TEN     | Tenax-Garda Calze TEN |
| --------------------- | ------------------------- | --------------------- |
| Num                   | Coureur                   | Pos                   |
| 171                   | Cristiano Frattini (ITA)  | 72e                   |
| 172                   | Martin Hvastija (SLO)     | AB-18                 |
| 173                   | Crescenzo D'Amore (ITA)   | HD-14                 |
| 174                   | Sergei Lelekin (RUS)      | AB-14                 |
| 175                   | Mirko Marini (ITA)        | AB-13                 |
| 176                   | Daniele Pietropolli (ITA) | 66e                   |
| 177                   | Oscar Pozzi (ITA)         | 74e                   |
| 178                   | Gianluca Tonetti (ITA)    | 77e                   |
| 179                   | Mauro Zanetti (ITA)       | AB-13                 |

| Vini Caldirola-Saunier Duval ___ | Vini Caldirola-Saunier Duval ___ | Vini Caldirola-Saunier Duval ___ |
| -------------------------------- | -------------------------------- | -------------------------------- |
| Num                              | Coureur                          | Pos                              |
| 181                              | Dario Andriotto (ITA)            | 82e                              |
| 182                              | Massimo Apollonio (ITA)          | HD-18                            |
| 183                              | Gabriele Balducci (ITA)          | AB-14                            |
| 184                              | Giampaolo Cheula (ITA)           | 96e                              |
| 185                              | Stefano Garzelli (ITA)           | 2e                               |
| 186                              | Mauro Gerosa (ITA)               | 78e                              |
| 187                              | Oscar Mason (ITA)                | AB-11                            |
| 188                              | Eddy Mazzoleni (ITA)             | 10e                              |
| 189                              | Steve Zampieri (SUI)             | 87e                              |

| Alessio ALS | Alessio ALS               | Alessio ALS |
| ----------- | ------------------------- | ----------- |
| Num         | Coureur                   | Pos         |
| 1           | Fabio Baldato (ITA)       | 75e         |
| 2           | Pietro Caucchioli (ITA)   | 25e         |
| 3           | Angelo Furlan (ITA)       | HD-18       |
| 4           | Denis Lunghi (ITA)        | 37e         |
| 5           | Ruggero Marzoli (ITA)     | NP-1        |
| 6           | Vladimir Miholjević (CRO) | 35e         |
| 7           | Cristian Moreni (ITA)     | AB-12       |
| 8           | Andrea Noè (ITA)          | 4e          |
| 9           | Franco Pellizotti (ITA)   | 9e          |

| CCC Polsat-Atlas CCC | CCC Polsat-Atlas CCC     | CCC Polsat-Atlas CCC |
| -------------------- | ------------------------ | -------------------- |
| Num                  | Coureur                  | Pos                  |
| 11                   | Pavel Tonkov (RUS)       | AB-14                |
| 12                   | Dariusz Baranowski (POL) | 12e                  |
| 13                   | Tomasz Brożyna (POL)     | 30e                  |
| 14                   | Bogdan Bondariew (UKR)   | HD-18                |
| 15                   | Piotr Chmielewski (POL)  | 48e                  |
| 16                   | Seweryn Kohut (POL)      | HD-18                |
| 17                   | Andris Naudužs (LAT)     | NP-10                |
| 18                   | Piotr Przydział (POL)    | AB-6                 |
| 19                   | Radosław Romanik (POL)   | 32e                  |

| Ceramica Panaria-Fiordo PAN | Ceramica Panaria-Fiordo PAN      | Ceramica Panaria-Fiordo PAN |
| --------------------------- | -------------------------------- | --------------------------- |
| Num                         | Coureur                          | Pos                         |
| 21                          | Giuliano Figueras (ITA)          | 27e                         |
| 22                          | Julio Alberto Pérez Cuapio (MEX) | AB-18                       |
| 23                          | Graeme Brown (AUS)               | HD-14                       |
| 24                          | Scott Davis (AUS)                | HD-18                       |
| 25                          | Paolo Lanfranchi (ITA)           | 20e                         |
| 26                          | Paolo Tiralongo (ITA)            | AB-12                       |
| 27                          | Luca Mazzanti (ITA)              | AB-14                       |
| 28                          | Brett Lancaster (AUS)            | AB-10                       |
| 29                          | Guillermo Rubén Bongiorno (ARG)  | AB-6                        |

| Colombia-Selle Italia CLM | Colombia-Selle Italia CLM | Colombia-Selle Italia CLM |
| ------------------------- | ------------------------- | ------------------------- |
| Num                       | Coureur                   | Pos                       |
| 31                        | José Castelblanco (COL)   | 36e                       |
| 32                        | Freddy González (COL)     | 34e                       |
| 33                        | Jhon Freddy García (COL)  | HD-18                     |
| 34                        | Ruber Marín (COL)         | 84e                       |
| 35                        | Luca De Angeli (ITA)      | 94e                       |
| 36                        | Hernán Darío Muñoz (COL)  | 45e                       |
| 37                        | Rodolfo Massi (ITA)       | 67e                       |
| 38                        | Raffaele Illiano (ITA)    | 65e                       |
| 39                        | Mikhaylo Khalilov (UKR)   | AB-12                     |

| De Nardi-Colpack-Astro DNC | De Nardi-Colpack-Astro DNC | De Nardi-Colpack-Astro DNC |
| -------------------------- | -------------------------- | -------------------------- |
| Num                        | Coureur                    | Pos                        |
| 41                         | Serhiy Honchar (UKR)       | 8e                         |
| 42                         | Andrus Aug (EST)           | HD-18                      |
| 43                         | Matteo Carrara (ITA)       | 18e                        |
| 44                         | Graziano Gasparre (ITA)    | 31e                        |
| 45                         | Leonardo Giordani (ITA)    | 89e                        |
| 46                         | Michele Gobbi (ITA)        | 73e                        |
| 47                         | Giuseppe Palumbo (ITA)     | HD-18                      |
| 48                         | Charles Wegelius (GBR)     | 50e                        |
| 49                         | Leonardo Zanotti (ITA)     | 56e                        |

| Domina Vacanze-Elitron DVE | Domina Vacanze-Elitron DVE | Domina Vacanze-Elitron DVE |
| -------------------------- | -------------------------- | -------------------------- |
| Num                        | Coureur                    | Pos                        |
| 51                         | Mario Cipollini (ITA)      | NP-12                      |
| 52                         | Daniele Bennati (ITA)      | HD-18                      |
| 53                         | Gabriele Colombo (ITA)     | 62e                        |
| 54                         | Giovanni Lombardi (ITA)    | 69e                        |
| 55                         | Gianpaolo Mondini (ITA)    | HD-18                      |
| 56                         | Alberto Ongarato (ITA)     | HD-18                      |
| 57                         | Michele Scarponi (ITA)     | 16e                        |
| 58                         | Mario Scirea (ITA)         | 83e                        |
| 59                         | Francesco Secchiari (ITA)  | 95e                        |

| Fassa Bortolo FAS | Fassa Bortolo FAS         | Fassa Bortolo FAS |
| ----------------- | ------------------------- | ----------------- |
| Num               | Coureur                   | Pos               |
| 61                | Marzio Bruseghin (ITA)    | 22e               |
| 62                | Dario Cioni (ITA)         | HD-18             |
| 63                | Kim Kirchen (LUX)         | 28e               |
| 64                | Dario Frigo (ITA)         | 7e                |
| 65                | Aitor González (ESP)      | 19e               |
| 66                | Alessandro Petacchi (ITA) | HD                |
| 67                | Matteo Tosatto (ITA)      | HD-18             |
| 68                | Guido Trenti (ITA)        | HD-18             |
| 69                | Marco Velo (ITA)          | 21e               |

| Fdjeux.com FDJ | Fdjeux.com FDJ         | Fdjeux.com FDJ |
| -------------- | ---------------------- | -------------- |
| Num            | Coureur                | Pos            |
| 71             | Nicolas Fritsch (FRA)  | NP-14          |
| 72             | Sandy Casar (FRA)      | 13e            |
| 73             | Jimmy Casper (FRA)     | HD-18          |
| 74             | Carlos Da Cruz (FRA)   | 60e            |
| 75             | David Derepas (FRA)    | HD-18          |
| 76             | Bernhard Eisel (AUT)   | 63e            |
| 77             | Frédéric Guesdon (FRA) | HD-18          |
| 78             | Régis Lhuillier (FRA)  | HD-18          |
| 79             | Bradley Wiggins (GBR)  | HD-18          |

| Formaggi Pinzolo Fiavè-Ciarrocchi Immobiliare ___ | Formaggi Pinzolo Fiavè-Ciarrocchi Immobiliare ___ | Formaggi Pinzolo Fiavè-Ciarrocchi Immobiliare ___ |
| ------------------------------------------------- | ------------------------------------------------- | ------------------------------------------------- |
| Num                                               | Coureur                                           | Pos                                               |
| 81                                                | Elio Aggiano (ITA)                                | AB-12                                             |
| 82                                                | Fortunato Baliani (ITA)                           | 51e                                               |
| 83                                                | Biagio Conte (ITA)                                | AB-18                                             |
| 84                                                | Moreno Di Biase (ITA)                             | HD-18                                             |
| 85                                                | Bo Hamburger (DEN)                                | 53e                                               |
| 86                                                | Luis Felipe Laverde (COL)                         | 29e                                               |
| 87                                                | Hector Orlando Mesa (COL)                         | 76e                                               |
| 88                                                | Giuseppe Muraglia (ITA)                           | HD-18                                             |
| 89                                                | Rinaldo Nocentini (ITA)                           | 59e                                               |

| Gerolsteiner GST | Gerolsteiner GST        | Gerolsteiner GST |
| ---------------- | ----------------------- | ---------------- |
| Num              | Coureur                 | Pos              |
| 91               | Daniele Contrini (ITA)  | NP-10            |
| 92               | Gianni Faresin (ITA)    | 17e              |
| 93               | Robert Förster (GER)    | HD-18            |
| 94               | Steffen Weigold (GER)   | HD-18            |
| 95               | Uwe Hardter (GER)       | 64e              |
| 96               | Ronny Scholz (GER)      | AB-18            |
| 97               | Marcel Strauss (SUI)    | AB-14            |
| 98               | Georg Totschnig (AUT)   | 5e               |
| 99               | Gerhard Trampusch (AUT) | 40e              |

| Kelme-Costa Blanca KEL | Kelme-Costa Blanca KEL           | Kelme-Costa Blanca KEL |
| ---------------------- | -------------------------------- | ---------------------- |
| Num                    | Coureur                          | Pos                    |
| 101                    | Isaac Gálvez (ESP)               | NP-12                  |
| 102                    | Adolfo García Quesada (ESP)      | 18e                    |
| 103                    | Carlos García Quesada (ESP)      | AB-12                  |
| 104                    | José Ignacio Gutiérrez (ESP)     | 38e                    |
| 106                    | Jordi Riera (ESP)                | 92e                    |
| 107                    | Alexis Rodríguez Hernández (ESP) | HD-18                  |
| 108                    | Julián Usano (ESP)               | 86e                    |
| 109                    | Constantino Zaballa (ESP)        | 26e                    |

| Lampre LAM | Lampre LAM                 | Lampre LAM |
| ---------- | -------------------------- | ---------- |
| Num        | Coureur                    | Pos        |
| 111        | Francesco Casagrande (ITA) | AB-18      |
| 112        | Sergio Barbero (ITA)       | 58e        |
| 113        | Wladimir Belli (ITA)       | 11e        |
| 114        | Simone Bertoletti (ITA)    | 87e        |
| 115        | Mariano Piccoli (ITA)      | NP-3       |
| 116        | Manuel Quinziato (ITA)     | 85e        |
| 117        | Raimondas Rumšas (LTU)     | 6e         |
| 118        | Ján Svorada (CZE)          | 88e        |
| 119        | Patxi Vila (ESP)           | 43e        |

| Landbouwkrediet-Colnago LAN | Landbouwkrediet-Colnago LAN | Landbouwkrediet-Colnago LAN |
| --------------------------- | --------------------------- | --------------------------- |
| Num                         | Coureur                     | Pos                         |
| 121                         | Sergej Advejev (UKR)        | 49e                         |
| 122                         | Lorenzo Bernucci (ITA)      | 71e                         |
| 123                         | Volodymyr Bileka (UKR)      | 57e                         |
| 124                         | Vladimir Duma (UKR)         | 41e                         |
| 125                         | Ruslan Gryschenko (UKR)     | HD-18                       |
| 126                         | Tom Stremersch (BEL)        | 68e                         |
| 127                         | Yaroslav Popovych (UKR)     | 3e                          |
| 128                         | Salvatore Scamardella (ITA) | 96e                         |
| 129                         | Johan Verstrepen (BEL)      | 93e                         |

| Lotto-Domo ___ | Lotto-Domo ___         | Lotto-Domo ___ |
| -------------- | ---------------------- | -------------- |
| Num            | Coureur                | Pos            |
| 131            | Rik Verbrugghe (BEL)   | NP-4           |
| 132            | Aart Vierhouten (NED)  | AB-9           |
| 133            | Ief Verbrugghe (BEL)   | AB-14          |
| 134            | Gert Steegmans (BEL)   | HD-18          |
| 135            | Koos Moerenhout (NED)  | 52e            |
| 136            | Thierry Marichal (BEL) | AB-14          |
| 137            | Nick Gates (AUS)       | HD-18          |
| 138            | Kevin Van Impe (BEL)   | AB-14          |
| 139            | Robbie McEwen (AUS)    | NP-14          |

| Mercatone Uno-Scanavino ___ | Mercatone Uno-Scanavino ___ | Mercatone Uno-Scanavino ___ |
| --------------------------- | --------------------------- | --------------------------- |
| Num                         | Coureur                     | Pos                         |
| 141                         | Marco Pantani (ITA)         | 14e                         |
| 142                         | Massimo Codol (ITA)         | 15e                         |
| 143                         | Roberto Conti (ITA)         | 55e                         |
| 144                         | Fabiano Fontanelli (ITA)    | 90e                         |
| 145                         | Daniel Clavero (ESP)        | 42e                         |
| 146                         | Cristian Gasperoni (ITA)    | 44e                         |
| 147                         | Sylwester Szmyd (POL)       | 24e                         |
| 148                         | Ivan Ravaioli (ITA)         | HD-14                       |
| 149                         | Mario Manzoni (ITA)         | 79e                         |

| Saeco SAE | Saeco SAE                    | Saeco SAE |
| --------- | ---------------------------- | --------- |
| Num       | Coureur                      | Pos       |
| 151       | Gilberto Simoni (ITA)        | 1er       |
| 152       | Fabio Sacchi (ITA)           | HD-18     |
| 153       | Alessandro Spezialetti (ITA) | 46e       |
| 154       | Marius Sabaliauskas (LTU)    | 47e       |
| 155       | Leonardo Bertagnolli (ITA)   | 25e       |
| 156       | Paolo Fornaciari (ITA)       | 80e       |
| 157       | Dario Pieri (ITA)            | HD-18     |
| 158       | Andrea Tonti (ITA)           | 54e       |
| 159       | Damiano Cunego (ITA)         | 33e       |

| Fakta FAK | Fakta FAK                | Fakta FAK |
| --------- | ------------------------ | --------- |
| Num       | Coureur                  | Pos       |
| 161       | Kurt Asle Arvesen (NOR)  | AB-18     |
| 162       | Jørgen Bo Petersen (DEN) | HD-18     |
| 163       | Frank Høj (DEN)          | HD-18     |
| 164       | Magnus Bäckstedt (SWE)   | 70e       |
| 165       | Scott Sunderland (AUS)   | 23e       |
| 166       | René Jørgensen (DEN)     | 91e       |
| 167       | Lars Bak (DEN)           | HD-18     |
| 168       | Werner Riebenbauer (AUT) | HD-18     |
| 169       | Julian Winn (GBR)        | 81e       |

| Tenax-Garda Calze TEN | Tenax-Garda Calze TEN     | Tenax-Garda Calze TEN |
| --------------------- | ------------------------- | --------------------- |
| Num                   | Coureur                   | Pos                   |
| 171                   | Cristiano Frattini (ITA)  | 72e                   |
| 172                   | Martin Hvastija (SLO)     | AB-18                 |
| 173                   | Crescenzo D'Amore (ITA)   | HD-14                 |
| 174                   | Sergei Lelekin (RUS)      | AB-14                 |
| 175                   | Mirko Marini (ITA)        | AB-13                 |
| 176                   | Daniele Pietropolli (ITA) | 66e                   |
| 177                   | Oscar Pozzi (ITA)         | 74e                   |
| 178                   | Gianluca Tonetti (ITA)    | 77e                   |
| 179                   | Mauro Zanetti (ITA)       | AB-13                 |

| Vini Caldirola-Saunier Duval ___ | Vini Caldirola-Saunier Duval ___ | Vini Caldirola-Saunier Duval ___ |
| -------------------------------- | -------------------------------- | -------------------------------- |
| Num                              | Coureur                          | Pos                              |
| 181                              | Dario Andriotto (ITA)            | 82e                              |
| 182                              | Massimo Apollonio (ITA)          | HD-18                            |
| 183                              | Gabriele Balducci (ITA)          | AB-14                            |
| 184                              | Giampaolo Cheula (ITA)           | 96e                              |
| 185                              | Stefano Garzelli (ITA)           | 2e                               |
| 186                              | Mauro Gerosa (ITA)               | 78e                              |
| 187                              | Oscar Mason (ITA)                | AB-11                            |
| 188                              | Eddy Mazzoleni (ITA)             | 10e                              |
| 189                              | Steve Zampieri (SUI)             | 87e                              |